# آندرش هیلاندر
آندرش هیلاندر (انگلیسی: Anders Hylander؛ ۶ نوامبر ۱۸۸۳ – ۱۰ فوریه ۱۹۶۷) ژیمناست هنری اهل سوئد بود.
وی در مسابقات کشوری و بین‌المللی در مجموع برندهٔ ۱ مدال طلا شده‌است.